# Даденков Микола Федорович
Микола Федорович Даденков (нар. 3 (15) квітня 1885, Вятка — 19 січня 1955, Київ) — український радянський педагог.

## Біографія
Народився 3 (15 квітня) 1885 у місті Вятці. У 1910 році закінчив Ніжинський історико-філологічний інститут.
У 1910—1919 роках вчителював. Навесні 1918 року Радомишльська повітова народна рада постановила вважати "Добродія Даденкова лічити ворогом Українського трудящого народу". у 1919—1927 роках викладав педагогіку у Фребелівському жіночому педагогічному інституті. В 1927—1944 роках — професор Дніпропетровського, Ніжинського, Київського, Кутаїського педінститутів. З 1944 року очолював відділ історії педагогіки в Науково-дослідному інституті педагогіки України й кафедру педагогіки Київського педінституту. 

Могила М. Ф. Даденкова

Автор праць з історії педагогіки й естетичного виховання, зокрема:
- «Життя, діяльність і педагогічні ідеї А. С. Макаренка» (1949);
- «Історія педагогіки» (1947).

Нагороджений орденом Трудового Червоного Прапора, медалями.
Помер 19 січня 1955 року. Похований в Києві на Лук'янівському цвинтарі (ділянка №40, ряд 3, місце 1).